# Hợp chất dị vòng

Pyridine, một hợp chất dị vòng

Hợp chất dị vòng là hợp chất vòng chứa ít nhất một nguyên tử không phải là carbon.  Nguyên tố lạ trong vòng được gọi là dị nguyên tử. Thông thường nó là nitơ, oxy hoặc lưu huỳnh. Hóa học dị vòng là một nhánh của hóa học hữu cơ liên quan đến sự tổng hợp, tính chất và ứng dụng của các dị vòng này. 

## Các hình ảnh
Tên in nghiêng được giữ lại bởi IUPAC và chúng không theo Hantzsch-Widman nomenclature
|                  | Bão hòa                  | Bão hòa              | Bão hòa               | Không bão hòa         | Không bão hòa        | Không bão hòa          | Không bão hòa |
| Nguyên tử dị     | Nitơ                     | Oxy                  | Lưu huỳnh             | Nitơ                  | Oxy                  | Lưu huỳnh              |               |
| ---------------- | ------------------------ | -------------------- | --------------------- | --------------------- | -------------------- | ---------------------- | ------------- |
| Vòng 3 nguyên tử | Aziridine                | Oxiran               | Thiirane              | Azirine               | Oxirene              | Thiirene               |               |
| Vòng 3 nguyên tử | Structure of Aziridine   | Structure of Oxirane | Structure of Thiirane | Structure of Azirine  | Structure of Oxirene | Structure of Thiirene  |               |
| Vòng 4 nguyên tử | Azetidine                | Oxetan               | Thietan               | Azete                 | Oxete                | Thiete                 |               |
| Vòng 4 nguyên tử | Structure of Acetidine   | Structure of Oxetane | Structure of Thietane | Structure of Azete    | Structure of Oxete   | Structure of Thiete    |               |
| Vòng 5 nguyên tử | Pyrrolidine              | Oxolane              | Thiolane              | Pyrrole               | Furan                | Thiophene              |               |
| Vòng 5 nguyên tử | Structure of Pyrrolidine | Structure of Oxolane | Structure of Thiolane | Structure of Pyrrole  | Structure of Furan   | Structure of Thiophene |               |
| Vòng 6 nguyên tử | Piperidine               | Oxan                 | Thiane                | Pyridine              | Pyran                | Thiopyran              |               |
| Vòng 6 nguyên tử | Structure of Piperidine  | Structure of Oxane   | Structure of Thiane   | Structure of Pyridine | Structure of Pyran   | Structure of Thiopyran |               |
| Vòng 7 nguyên tử | Azepan                   | Oxepan               | Thiepane              | Azepine               | Oxepine              | Thiepine               |               |
| Vòng 7 nguyên tử | Structure of Azepane     | Structure of Oxepane | Structure of Thiepane | Structure of Azepine  | Structure of Oxepine | Structure of Thiepine  |               |

## Lịch sử của hoá học dị vòng
Lịch sử của hóa học dị vòng bắt đầu từ những năm 1800, cùng với sự phát triển của hóa học hữu cơ. Một số diễn biến đáng chú ý:
1832: Dobereiner sản xuất furfural (một loại furan) bằng cách xử lý tinh bột với acid sulfuric;
1834: Runge thu được pyrrole ("dầu lửa") bằng cách chưng cất khô xương
1906: Friedlander tổng hợp thuốc nhuộm chàm, cho phép ngành hóa học tổng hợp thay thế cả một ngành nông nghiệp lâu đời
1936: Treibs cô lập các dẫn xuất chlorophyl từ dầu thô, giải thích nguồn gốc sinh học của dầu mỏ
1951: Các quy tắc của Chargaff được mô tả, làm nổi bật vai trò của các hợp chất dị vòng (purin và pyrimidine) trong mã di truyền.